# Tin (element)

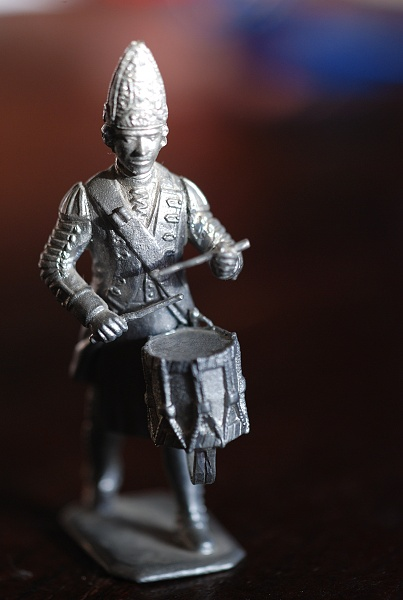
Tin wordt vaak gebruikt voor het maken van sierfiguren, zoals soldaten.

Tin is een scheikundig element met symbool Sn, Latijn: stannum, en atoomnummer 50. Het is een zilvergrijs hoofdgroepmetaal.
Het woord tin komt van het Germaanse *tina- en staat ablautend naast teen dat 'twijg' betekent en in het Duits, Zain, ook 'metalen staaf'. Het symbool Sn komt van het neolatijn stannum dat van het postklassieke Latijn stagnum 'legering van zilver en lood' komt.

## Ontdekking
Tin is een van de eerst ontdekte metalen. Brons is een legering van koper en tin, en tin werd zo gebruikt voor het vervaardigen van brons. Het was al in het 4e millennium v.Chr. bekend dat tin evenals arseen en nikkel koper harder kon maken en het werd daarom in gereedschap en in wapens gebruikt. Tin was in de bronstijd een onontbeerlijk metaal omdat de heersende technologie op brons was gebaseerd.
Al voor de tijd van de Romeinen ontstond er een bloeiende handel tussen de tinmijnen in Cornwall en het gebied om de Middellandse Zee. De Egyptische farao Pepi heeft omstreeks 2300 v.Chr. een standbeeld laten maken waarin tin was verwerkt uit de tinmijnen van Cornwall. In Assyrische handelsnederzettingen in Anatolië als Kaniš was ook al voor 2000 v.Chr. een levendige handel in het metaal, dat daar waarschijnlijk uit het huidige Afghanistan afkomstig was.
Tin werd vanaf ongeveer het jaar 600 ook in zuivere vorm toegepast.

## Eigenschappen
Tin is een buigzaam, kneedbaar en zeer kristallijn zilverachtig-wit metaal dat wanneer het wordt gebogen een karakteristiek geluid geeft dat wordt veroorzaakt door de brekende kristallen. Het metaal is tegen water bestand, tegen zee- en kraanwater, maar geeft wanneer het met de meeste zuren in aanraking komt een chemische reactie.
Bij standaardomstandigheden komen er twee allotropen van tin voor. Het komt bij lage temperatuur voor als grijs tin, als alfa tin, en heeft dan een kubische kristalstructuur, vergelijkbaar met die van silicium en germanium. Bij temperaturen boven de 13,2 °C verandert het naar wit tin, naar beta tin en heeft in deze vorm een tetragonale structuur. Bij afkoeling keert het weer terug naar de kubische vorm. Deze faseovergang gaat gepaard met een volumetoename van 21 procent, waardoor het materiaal gaat afbrokkelen. Vroeger werd dit proces wel tinpest genoemd. Het kan worden voorkomen door antimoon of bismut aan het tin toe te voegen.
Tinzouten zijn zouten, dus een samengestelde stof die door een ionaire binding wordt gevormd. De valentie van het atoom tin in deze zouten kan twee of vier zijn. Zouten met tin zijn tin(II)fluoride, tin(IV)fluoride, tin(II)chloride, tin(IV)chloride, tin(II) bromide, tin(IV) bromide, tin(II) iodide en tin(IV) iodide.
Het erts wordt om tin te produceren in ovens bij hoge temperatuur met koolstof gereduceerd. Het enige commercieel aantrekkelijke tin bevattende mineraal is cassiteriet, dat vooral in Zuidoost-Azië in ruime mate wordt gevonden. Andere mineralen die in lage concentraties tin bevatten zijn: cylindriet, canfieldiet en tealliet.

## Toepassingen

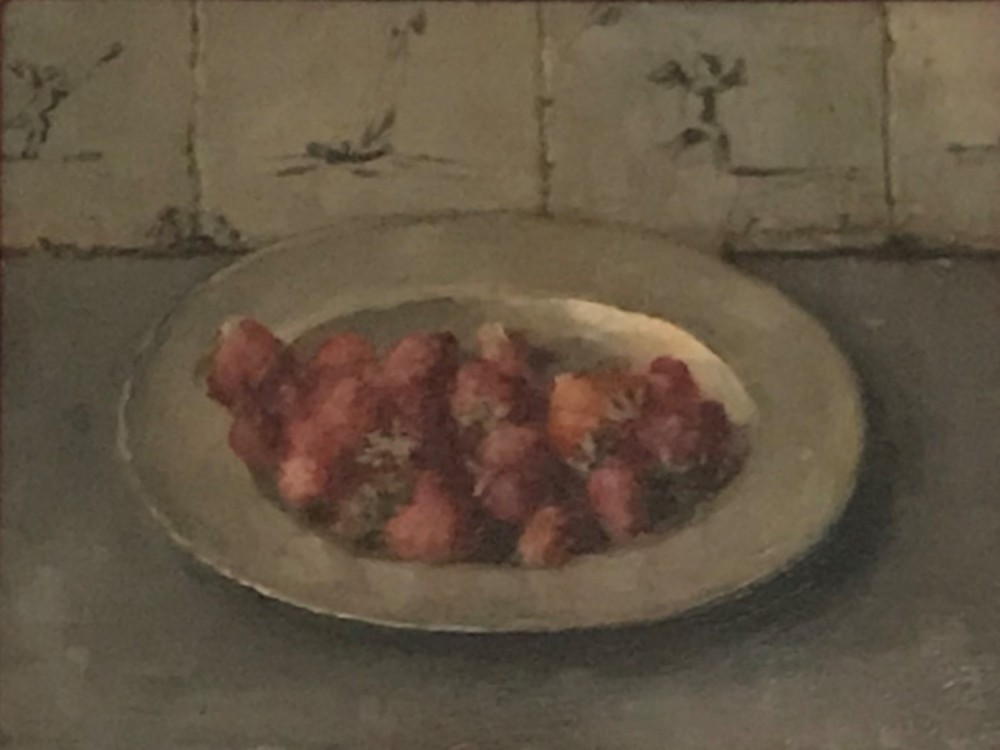
Aardbeien op een tinnen bord, geschilderd door Lucie van Dam van Isselt

Tin hecht zich gemakkelijk aan ijzer en wordt daarom vaak gebruikt als roestwerende laag in blik. Andere toepassingen zijn:
- als zacht soldeertin voor de productie van elektronische schakelingen en loodgieterswerk
- in legeringen met lood voor orgelpijpen
- in wisselende combinaties met antimoon en lood wordt tin gebruikt bij de productie van loodletters voor boekdruk. Meer antimoon zorgt voor meer antimoon-tin kristallen en maakt de letter harder. Bij het smelten komen deze kristallen boven drijven, ze zijn lichter dan de omringende vloeistof.
- in bronslegeringen voor kerkklokken
- Tin(II)chloride en tin(IV)chloride hebben verschillende toepassingen, waaronder dat van bijtmiddel.
- Om glas een glad oppervlak te geven wordt het vaak in vloeibare vorm op gesmolten tin in een tinbad gegoten, een uitvinding van Alastair Pilkington.
- Zouten van tin voorkomen indien aangebracht op glas afzetting van ijs. Dit werd gebruikt voor glazen autoruiten.
- Tin werd in vroeger eeuwen vaak gebruikt om borden, bekers, kannen en bestek te maken. Het gesmolten tin werd door een tingieter in vormen gegoten. Tinnen tafelgerei is sinds de 18e eeuw wat in onbruik geraakt en vervangen door porselein, aardewerk en glas. Tegenwoordig wordt tin nog gebruikt voor de vervaardiging van sierbekers, -borden en miniatuurfiguren zoals tinnen soldaatjes.
- in de legeringen woodsmetaal en babbittmetaal voor diverse toepassingen

## Verschijning
Op vrijwel alle continenten op aarde komt tin voor. De productie is redelijk stabiel, in 2014 werd er ongeveer 300.000 ton gewonnen en in 2019 was dit nauwelijks veranderd in 296.000 ton. De vier grootste producenten waren achtereenvolgens de Volksrepubliek China, Indonesië, Myanmar en Peru. Deze vier namen in 2019 ongeveer drie kwart van de wereldwijde productie voor hun rekening. Peru leverde als kleinere producent 19.900 ton, gevolgd door Bolivia met een kleine achterstand. De wereldwijde reserves worden op ongeveer 4,3 miljoen ton geschat. Tin wordt ook uit afval teruggewonnen.
Indonesië is de grootste exporteur van tin, aangezien China ongeveer de helft van de wereldwijde vraag naar tin zelf nodig heeft. Tin wordt vooral als soldeer in elektronische producten gebruikt, ongeveer de helft van al het tin wordt hierin verwerkt. De blikindustrie staat op de tweede plaats en verwerkt ongeveer een zesde van al het tin. Verder wordt tin gebruikt in de chemische industrie en ook bij de productie van brons en glas.
Belangrijke bedrijven die tin winnen zijn de Yunnan Tin Group in China, PT Timah en TGK in Indonesië en Malaysia Smelting in Maleisië. TGK is de opvolger van het Nederlandse mijnbouwbedrijf Billiton na de nationalisering van de onderneming als gevolg van de onafhankelijkheid van Indonesië.
Tin wordt verhandeld op de London Metal Exchange en de prijs wordt genoteerd in Amerikaanse dollars per pound of per ton. De gemiddelde prijs in 2019 was US$ 8,4643 per pound.
| Topproducenten van tin 2019 | Topproducenten van tin 2019 |
| Land                        | Productie (duizend ton)     |
| --------------------------- | --------------------------- |
| China                       | 84,5                        |
| Indonesië                   | 77,5                        |
| Myanmar                     | 42,0                        |
| Peru                        | 19,9                        |
| Bolivia                     | 17,0                        |
| Brazilië                    | 14,0                        |
| Congo-Kinshasa              | 12,2                        |
| Australië                   | 7,7                         |
| Nigeria                     | 5,8                         |
| Vietnam                     | 5,5                         |

## Isotopen
| Stabielste isotopen | Stabielste isotopen | Stabielste isotopen      | Stabielste isotopen      | Stabielste isotopen      | Stabielste isotopen      |
| Iso                 | RA (%)              | Halveringstijd           | VV                       | VE (MeV)                 | VP                       |
| ------------------- | ------------------- | ------------------------ | ------------------------ | ------------------------ | ------------------------ |
| 112Sn               | 0,97                | stabiel met 62 neutronen | stabiel met 62 neutronen | stabiel met 62 neutronen | stabiel met 62 neutronen |
| 114Sn               | 0,65                | stabiel met 64 neutronen | stabiel met 64 neutronen | stabiel met 64 neutronen | stabiel met 64 neutronen |
| 115Sn               | 0,34                | stabiel met 65 neutronen | stabiel met 65 neutronen | stabiel met 65 neutronen | stabiel met 65 neutronen |
| 116Sn               | 14,54               | stabiel met 66 neutronen | stabiel met 66 neutronen | stabiel met 66 neutronen | stabiel met 66 neutronen |
| 117Sn               | 7,68                | stabiel met 67 neutronen | stabiel met 67 neutronen | stabiel met 67 neutronen | stabiel met 67 neutronen |
| 118Sn               | 24,22               | stabiel met 68 neutronen | stabiel met 68 neutronen | stabiel met 68 neutronen | stabiel met 68 neutronen |
| 119Sn               | 8,58                | stabiel met 69 neutronen | stabiel met 69 neutronen | stabiel met 69 neutronen | stabiel met 69 neutronen |
| 120Sn               | 32,59               | stabiel met 70 neutronen | stabiel met 70 neutronen | stabiel met 70 neutronen | stabiel met 70 neutronen |
| 121Sn               | syn                 | 27,06 u                  | β−                       | 3,674                    | 121Sb                    |
| 122Sn               | 4,63                | stabiel met 72 neutronen | stabiel met 72 neutronen | stabiel met 72 neutronen | stabiel met 72 neutronen |
| 124Sn               | 5,79                | stabiel met 74 neutronen | stabiel met 74 neutronen | stabiel met 74 neutronen | stabiel met 74 neutronen |
| 126Sn               | syn                 | 1·105 j                  | β−                       | 8312                     | 126Sb                    |

Van alle elementen komen er van tin de meeste stabiele isotopen voor, tien isotopen. Daarnaast zijn er ongeveer 18 radioactieve isotopen bekend.

## Toxicologie en veiligheid
Mensen krijgen via voeding uit conservenblik lage concentraties tin binnen. Volgens een Britse warentest bevatten maar 4% van de met tin beklede blikjes concentraties tin die boven de 150 mg/kg uitkomen en hoewel in het Verenigd Koninkrijk alleen al er meer dan 2,5 miljoen van dergelijke blikjes per jaar worden verkocht, zijn er tot op heden geen schadelijke gevolgen van bekend.
De prijs van tin is rond 1965 enorm gestegen, tot 45 euro per kilogram, maar is daarna weer tot vijf euro per kilogram teruggezakt. Tingieters lengden om de kostprijs te drukken hun legering met lood aan, maar dat had als bezwaar dat iemand die uit zo'n tinnen beker had gedronken liep het risico van een loodvergiftiging. De prijs van tin is aan schommelingen onderhevig.

## Engels
De vertaling van het Engelse tin is voor het chemische element in het Nederlands hetzelfde, maar wordt soms ook gebruikt voor dunbladig metaal, tinplate. De tin can, het blikje, is daar een voorbeeld. Blikjes worden van staal vervaardigd dat met een dun laagje tin tegen roestvorming wordt beschermd. Blikjes van aluminium worden ook wel tin cans genoemd. Gebruikstin, een legering van tin, antimoon en koper, heet in het Engels pewter.
Koolstof ·
Silicium ·
Germanium ·
Tin ·
Lood ·
Flerovium